# آکهارا

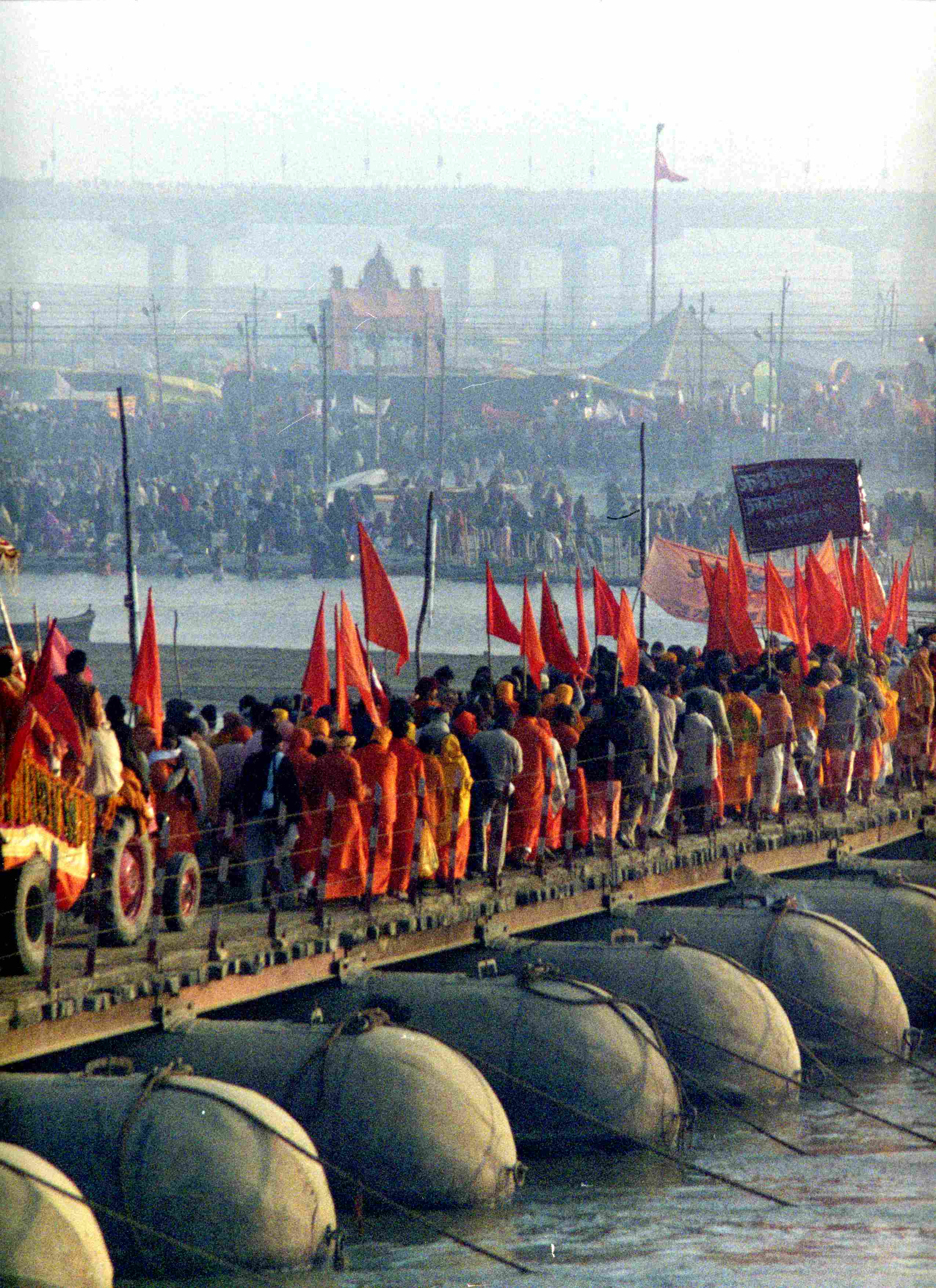
یک صف تشریفاتی آکهارا در حال راهپیمایی بر روی یک پل موقت بر روی رودخانه گنگ، در طول کومبها ملا در پرایاگراج، ۲۰۰۱

آکهارا یا آکهادا (به سانسکریت: अखाड़ा) یک کلمه هندی برای محل تمرین با امکانات اسکان و آموزش است. آکهارا هم جایی برای تمرین ورزشکاران هنرهای رزمی هندی و هم یک نوع صومعه سامپرادایا در سنت‌های مذهبی گورو-شیشیایی (معادل سنت پیر و مرید) است. به عنوان مثال، در فرقه داشانامی سامپرادایا، واژهٔ آکهارا هم دربر گیرندهٔ هنرهای رزمی و هم شامل جنبه‌های رهبانی و مذهبی عارف‌مسلکان سادهو است.

## وجه تسمیه
اصطلاح آکهارا، یک اصطلاح با برابری جنسیتی است، به معنای دایره یا به‌طور دقیق‌تر هسته معنوی، جماعت یا لیگ، شبیه کلمه یونانی آکادمی و کلمه انگلیسی اسکول و عربی مکتب است. می‌تواند به معنای یک مؤسسه فیزیکی یا گروهی از مؤسسات باشد که دارای دودمان مشترک هستند یا تحت رهبری واحد هستند، مانند مکتب فکری رهبانی یا مدرسه هنرهای رزمی. برخلاف گوروکولا که در آن دانش‌آموزان در خانه یک گورو زندگی می‌کنند و درس می‌خوانند، اعضای آکهارا اگرچه زیر نظر یک گورو آموزش می‌بینند، اما زندگی خانگی ندارند. برخی به شدت برهماچاریا (تجرد) را تمرین می‌کنند و برخی دیگر ممکن است نیاز به کنار گذاشتن کامل زندگی دنیوی داشته باشند. به عنوان مثال، از کشتی‌گیران انتظار می‌رود که در حالی که در آکهارا با سایر کشتی‌گیران زندگی می‌کنند، از رابطه جنسی خودداری می‌کنند و دارایی مادی کمی داشته باشند تا زندگی پاک و خالصی به دست آورند.
در برخی از زبان‌های هند مانند اودیا، این کلمه رسماً به صورت آکهادا رونویسی می‌شود؛ زیرا که صدای [ɽ] به صورت d بیان می‌شود. گویش‌های هریانوی و خاری بولی این را به کهادا (खाड़ा) کوتاه می‌کنند.

## تاریخچه

آکهارای تاریخی جاراساندها در راج‌گیر که در مهابهاراتا نام آن ذکر شده است.

آکهارا اولین بار در منابع، در اشاره به سالن‌های آموزشی برای مبارزان حرفه ای استفاده شده است. گوویند ساداشیو گهوریه این اصطلاح را به عنوان «هنگ نظامی» ترجمه می‌کند. استفاده باستانی از این کلمه را می‌توان در حماسه مهابهاراتا (متن حدود ۴۰۰ قبل از میلاد در توصیف دوران ۹۰۰ قبل از میلاد) یافت که به آکهارای جاراساندها در راج‌گیر اشاره می‌کند. چهره‌های اساطیری هند مانند پاراسهوراما و آگاستیا به عنوان بنیانگذاران آکهارای رزمی اولیه در مناطق خاصی از هند شناخته می‌شوند.
سوینث، مورخ معاصر، برخی اقلام مورد استفاده کشتی‌گیران جنوب آسیا را به دوران پیشاکلاسیک مرتبط کرده است. بسیاری از ورزش‌های رایجی که در وداها و حماسه‌ها ذکر شده است، ریشه در آموزش نظامی دارند، مانند بوکس (مُستی یودها)، کشتی (مالادواندوا)، ارابه‌سواری (راتهاچالان)، اسب‌سواری (اسوا روهانا) و تیراندازی با کمان (دهنورویدیا).
هنگامی که فیلسوف قرن هشتم، آدی شانکاراچاریا (۷۸۸–۸۲۰ پس از میلاد) مؤسسهٔ داشنامی سامپرادایا را تأسیس کرد، مرتاضان را به دو دسته تقسیم کرد که گروهی حامل کتاب و گروهی حامل سلاح باشند.
در سال ۹۰۴ و ۱۱۴۶ میلادی به ترتیب نیرانجانی آکهارا و جونا آکهارا تأسیس شدند.
در سال ۱۳۹۸ پس از میلاد، تیمور پس از غارت دهلی، هزاران مرتاض را در آکهارا قتل‌عام کرد تا به ناصرالدین محمود شاه تغلق از سلسله تغلق درس عبرت دهد.
در سال ۱۵۶۷ میلادی، جوگیس (گیریس) و سانیاسی (پوریس) همان‌طور که در طبقات اکبری شرح داده شده است، با یکدیگر جنگیدند. این دو نفر از ۱۰ دستور داشنامی آکهارا بودند. تعداد پوری‌ها از جوگیس بیشتر بود، اکبر شاه از سربازانش خواست به صورت خود خاکستر بمالند و به پوریس بپیوندند تا به آن‌ها کمک کنند و این منجر به پیروزی پوریس شد.
در سال ۱۶۵۷ تا ۱۶۷۲ میلادی، شورش ساتنامی علیه آزار و اذیت غیرمسلمانان توسط اورنگ زیب به وقوع پیوست.
در سال ۱۶۶۴ میلادی، داشنامی آکهارا با اورنگ زیب به نبرد برخاست.
در سال‌های ۱۶۹۰ تا ۱۷۶۰ میلادی، فرقه‌های سایوی و ویشناوا از آکهارا با یکدیگر جنگیدند.
در سال‌های ۱۷۷۰ تا ۱۸۲۰ میلادی، در جریان شورش سانیاسی علیه کمپانی هند شرقی، آکهاراها نقش کلیدی داشتند؛ به‌ویژه آکهارای داشانامی.
در سال ۱۷۸۰، اداره کمپانی هند شرقی ترتیبی اتخاذ کرد تا اعضای آکهارا در کومبه‌ملا حمام کنند تا اختلافات را از بین ببرد.
امروزه آکهارا می‌تواند هم برای مقاصد مذهبی یا آموزش یوگا و هم هنرهای رزمی مورد استفاده قرار گیرد.